# Don Carlos Buell
Don Carlos Buell (23 tháng 3 năm 1818 – 19 tháng 11 năm 1898) là sĩ quan quân đội Hoa Kỳ từng chiến đấu trong Chiến tranh Seminole, Chiến tranh Hoa Kỳ-Mexico và Nội chiến Hoa Kỳ.
Ông sinh tại Marietta, Ohio, lớn lên ở Indiana. Ông tốt nghiệp trường Võ bị Hoa Kỳ năm 1841, giữ chức thiếu úy bộ binh. Ông chiến đấu dưới chỉ huy của Zachary Taylor và Winfield Scott trong Chiến tranh Hoa Kỳ-Mexico, lập được nhiều chiến công và được nêu danh chiến sĩ anh dũng.
Trong thời gian đầu của Nội chiến Hoa Kỳ, Buell chỉnh đốn Binh đoàn Potomac và chỉ huy một sư đoàn trong binh đoàn này. Năm 1861, ông thay William T. Sherman chỉ huy đội quân sau này là Binh đoàn Cumberland, chiến đấu tại miền tây Tennessee. Ngày 25 tháng 2 năm 1862 Buell không theo lệnh bộ chỉ huy, tự đem quân đánh và chiếm được Nashville, Tennessee dễ dàng vì lúc bấy giờ quân Liên minh miền Nam đang kéo về tập trung chống lại Ulysses S. Grant sau các trận đồn Henry và đồn Donelson. Buell lên chức thiếu tướng ngày 21 tháng 3.
Trong trận Shiloh Buell kéo quân đến kịp thời giải nguy cho Grant và sau đó giúp Grant phản công đánh bại quân miền Nam ngày 7 tháng 4 1862. Buell tự hào rằng ông là người có công trong trận này. Lúc bấy giờ chính phủ Washington chỉ trích Grant đã sơ hở để mất nhiều binh lính trong trận này. Theo nhiều lời đồn thì Grant từ đó không ưa Buell - tuy ông ca tụng Buell trong hồi ký của mình.
Buell sau đó theo Henry W. Halleck đánh trận Corinth thứ nhất. Tháng 6 Buell dẫn quân đánh Chattanooga nhưng đội quân tiếp viện của ông bị quân miền Nam do Nathan Bedford Forrest chỉ huy đánh tan và ông phải bỏ dở cuộc hành quân.
Buell cũng gặp nhiều rắc rối khác, Ông bị chỉ trích là có ý đồ phò miền Nam vì ông có nuôi nô lệ (một thứ di sản của gia đình vợ ông). Ngày 2 tháng 5 năm 1862, quân của Buell đốt phá thị trấn Athens, Alabama. Buell lên án viên sĩ quan chỉ huy trong vụ này là John B. Turchin. Ngày 30 tháng 9 Tổng thống Hoa Kỳ Abraham Lincoln bị Nghị viện Tennessee gây áp lực, kêu George H. Thomas đến thay Buell nhưng Thomas từ chối. Tướng Buell tiếp tục giữ chức chỉ huy.
Khi tướng miền Nam Braxton Bragg đánh Kentucky, Buell đem quân ra phản công và đánh bại Bragg tại trận Perryville ngày 8 tháng 10 năm 1862 nhưng không lợi dụng thế thắng truy đuổi, lấy lý do là thiếu tiếp viện. Vì quyết định này, ông bị cách chức chỉ huy. Sau đó ông được gọi cho làm tùy tướng cho tướng Sherman hay Edward Canby nhưng ông từ chối, cho đây là điều sỉ nhục vì ông từng có cấp cao hơn hai vị tướng này . Buell giải ngũ ngày 23 tháng 5 1864 về sinh sống tại Indiana và Kentucky. Ông làm hãng sắt và công chức hưu chính.
Don Carlos Buell mất tại tư gia ở Rockport, Kentucky, mộ chôn tại nghĩa trang Bellefontaine, St. Louis, Missouri.